# Poker Night at the Inventory

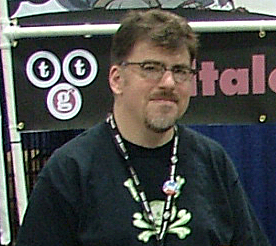
Chuck Jordan en 2007

Poker Night at the Inventory es un videojuego de póquer desarrollado por Telltale Games. El juego fue lanzado el 22 de noviembre de 2010. Cuenta con cuatro personajes de diferentes franquicias: Tycho Brahe delweb cómic de Penny Arcade , Max de la franquicia Sam & Max , el RED Heavy de Team Fortress 2 y Strong Bad de la serie web Homestar Runner. El juego fue eliminado de Steam en mayo de 2019.

## Trama
El Inventario es un club secreto construido debajo de un almacén de almacenamiento de videojuegos. Se estableció en 1919, después de que un grupo de jugadores conectados adquiriera un primer borrador de la 18.ª Enmienda. Se descubrió que no solo podía prohibir las libaciones, sino también los juegos y las diversiones que podrían disminuir la productividad de la fuerza laboral nacional. A pesar de que esto nunca llegó a suceder, el club ha existido desde entonces en secreto, por si acaso el Congreso intentaba convertir la prohibición en ley. Como recién llegado, el jugador compite en un juego amistoso de Texas Hold'em Poker con Max of Sam & Max , Strong Bad de Homestar Runner , Tycho de Penny Arcade y Heavy deTeam Fortress 2 . El jugador es saludado por primera vez por Reginald Van Winslow, excapitán del Screaming Narwhal , y compañero de Guybrush Threepwood en Tales of Monkey Island . Explica la historia de fondo del Inventario y sube las persianas en el juego. Otros personajes de los juegos de Telltale hacen cameos en la secuencia de introducción.

## Jugabilidad
Poker Night at the Inventory es una simulación de póquer Texas Hold 'Em entre el jugador como participante y los cuatro personajes, Max, Tycho, The Heavy y Strong Bad. Cada jugador empieza con $ 10,000 y permanece en el juego hasta que pierda el dinero, con el objetivo de que el jugador sea el último en quedar en pie. El juego utiliza apuestas sin límite y apuestas ciegas que aumentan gradualmente en el transcurso de varias rondas. Al azar, uno de los cuatro personajes no jugables no podrá adelantar el dinero, pero ofrecerá una de sus posesiones como entrada para el juego. El jugador puede ganar estos artículos como Team Fortress 2 equipo desbloqueable solo si son ellos los que eliminan a ese personaje no jugador del juego. El juego realiza un seguimiento de las estadísticas del jugador en el transcurso de varios juegos, y al completar ciertos objetos (como el número de manos o juegos ganados) puede desbloquear diferentes naipes o ilustraciones de la mesa para personalizar el aspecto del juego.

## Trucos
Para conseguir los desbloqueables deberás ganar un número determinado de torneos.
- Juego en blanco y negro: Gana 5 torneos.
- BLU Team: Gana 11 torneos.
- Tabla Freelance Police: Gana 19 torneos.
- Tabla Fruit Friend: Gana 8 torneos.
- Baraja Grickle: Gana 18 torneos.
- Baraja Homestar Runner Deck: Gana 6 torneos.
- Tabla Max & Crossbones (Makes Max a skeleton): Gana 17 torneos.
- Tabla Max Imp: Gana 1 torneos.
- Baraja Penny Arcade: Gana 12 torneos.
- Baraja Poker Night Alt.: Gana 21 torneos.
- Baraja Poker Night: Gana 15 torneos.
- Tabla RED Team: Gana 7 torneos.
- Baraja Sam & Max: Gana 9 torneos.
- Tabla Strong Badia: Gana 13 torneos.
- Baraja Team Fortress 2: Gana 3 torneos.
- Tabla Team Fortress 2: Gana 14 torneos.
- Tabla Telltale Games: Gana 4 torneos.
- Tabla Telltale Shield: Gana 20 torneos.
- Tabla Trogdor: Gana 2 torneos.
- Tabla Twisp & Catsby: Gana 16 torneos.
- Strong Bad en 32 Bits: Gana 10 torneos.

Logros de Steam de Poker Night at The Inventory
Logro	Descripción
Win A Game	Win a full game.
Straight	Win a hand with a Straight.
Summer of '69	Win a hand with a 6 card and a 9 card of any suit.
Rushing	Win three straight pots.
Kicker Trouble	Win a showdown where you and the opponent have same hand (pair or better) and you have a better kicker.
Flush	Win a hand with a Flush.
Triple Through	Win a pot with two or more opponents when you are all in.
The 12 Days of Christmas	Win 12 or more hands.
Full House	Win a hand with a Full House.
Rags to Riches	Win a showdown with just a high card.
Slow Play	Check a pat hand.
Special Item: Max	Knock out Max after he's bought in with his special item.
Special Item: Strong Bad	Knock out Strong Bad after he's bought in with his special item.
Special Item: The Heavy	Knock out The Heavy after he's bought in with his special item.
Special Item: Tycho	Knock out Tycho after he's bought in with his special item.
Three Wise Men	Win a hand when you have three of a kind comprised of three kings (of any suit).
Down to the Green	Win consecutive all-ins.
Four of a Kind	Win a hand with Four of a Kind.
Win A Game, Hard	Win a game on hard.
Straight Flush	Win a hand with a Straight Flush.

## Requisitos
Configuración mínima*
OS:
Windows XP / Vista / Windows 7
Processor:
2.0 GHz Pentium 4 or equivalent
Memory:
1GB RAM
Graphics:
128MB DirectX 8.1-compliant video card
DirectX®:
Version 9.0c or better
Hard Drive:
100MB space free
Sound:
DirectX 8.1 sound device
Configuración recomendada*
OS:
Windows XP / Vista / Windows 7
Processor:
3 GHz Pentium 4 or equivalent
Memory:
1GB RAM
Graphics:
256MB DirectX 8.1-compliant video card
DirectX®:
Version 9.0c or better
Hard Drive:
100MB space free
Sound:
DirectX 8.1 sound device

## Desarrollo
El 15 de mayo de 2009, Telltale Games inició una encuesta destinada a medir la reacción de los fanáticos a una secuela de Telltale Texas Hold'em .  Si bien al equipo le gustaron las conversaciones profundas que tenían los personajes del juego original, decidieron no seguir el mismo camino para el nuevo juego, utilizando personajes con licencia reconocibles en lugar de personajes "genéricos" originales. 
Poker Night surgió de una idea de los empleados de Telltale, que se preguntaban "qué hacen los personajes de video cuando no están 'en el reloj' en los juegos que jugamos", según el CEO de Telltale, Dan Conners.  A partir de ahí, presentaron la idea a otras empresas de la industria y pudieron determinar qué personajes podrían incluir.  Telltale consideró cómo los cuatro personajes interactuarían entre sí, desarrollando diálogos, bromas y reacciones a ciertas obras.  Los personajes, decidieron, serían completamente expresados y tendrían señales distintivas y respuestas dinámicas que se manifestarían a medida que avanzaba el juego. Conners declaró que el objetivo era crear la experiencia de "pasar el rato con sus amigos virtuales, disparar la brisa y jugar un buen juego de póquer".  Telltale está considerando una serie potencial basada en este juego usando diferentes personajes en el futuro, pero necesitaría ver ventas superiores a 100,000 a 200,000 unidades para hacerlo factible. 
Telltale Games ha tenido experiencia previa trabajando con varios de los personajes. Dos de las series de aventuras episódicas de Telltale incluyen tres temporadas de Sam & Max y Cool Game de Strong Bad para personas atractivas basadas en la serie web Homestar Runner ; ambos fueron desarrollados en conjunto con los creadores originales, Steve Purcell  y The Brothers Chaps ,  respectivamente. La aparición de Max y Strong Bad en Poker Night se basa en los modelos tridimensionales de estos juegos. El equipo de la compañía también era fanático del Team Fortress 2 de Valve ., incluida la creación de un equipo informal para participar en una competencia entre varios estudios de desarrollo de juegos; Telltale se ofreció a crear artículos únicos basados en Sam & Max para ser entregados como un obsequio adicional para aquellos que compraron la tercera temporada de Sam & Max a través de Steam , y como resultado, formaron una relación de trabajo amistosa con Valve. 
Telltale tenía como objetivo hacer que el juego se centrara en el diálogo entre los cuatro personajes destacados. Con ese fin, crearon una gran cantidad de diálogo para cada personaje y las posibles interacciones entre los personajes; Según Jake Rodkin , el diseñador gráfico de Telltale, escribieron más líneas de diálogo para el juego que un típico episodio de aventuras de Sam & Max .  Telltale siempre quiso respetar a los personajes originales y trabajó con los creadores y estudios individuales para mejorar las líneas; previamente habían recibido comentarios similares de Matt Chapman para Strong Bad, mientras que Jerry Holkins fue extremadamente útil para refinar el personaje de Tycho basándose en el diálogo del borrador de Telltale. Los desarrolladores también querían evitar cualquier interacción forzada, y en su lugar desarrollaron lo que sentían que eran relaciones naturales: a Tycho no le gusta Strong Bad mientras se lleva bien con Max, mientras que Heavy ve a Strong Bad como un pequeño Heavy.  Los personajes también están escritos para ser un tanto conscientes de su naturaleza; Según Rodkin, Tycho y Strong Bad son conscientes de su naturaleza de videojuego, mientras que Max es ambiguo y Heavy permanece felizmente inconsciente de su ciclo de muerte y reaparición , simplemente atribuyendo sus recuerdos de morir una y otra vez como sueños. 
Poker Night es el primer juego que incluye un artista de voz para Tycho; proporcionada por el actor de voz Andrew "Kid Beyond" Chaikin . Los otros tres personajes tienen la voz de sus actores de voz actuales: Max de William Kasten, Heavy de Gary Schwartz y Strong Bad de Matt Chapman. El juego usa modelos 3D existentes para Max, Heavy y Strong Bad, mientras que Tycho's está construido desde cero; en el momento del anuncio del juego cerca de Penny Arcade Expo , Telltale todavía estaba trabajando en refinar el modelo de Tycho, aunque se vio brevemente durante su panel Make a Scene en PAX. 
El juego fue objeto de burlas de Telltale Games una semana antes de su anuncio oficial a través de un breve video en GameTrailers TV, que muestra las siluetas del arte oficial de los cuatro personajes.  El juego fue anunciado oficialmente por Telltale Games el 2 de septiembre de 2010, la víspera de la Penny Arcade Expo 2010 .  Los jugadores que también hayan comprado Team Fortress 2 podrán desbloquear elementos únicos basados en las cuatro franquicias respectivas dentro de ese juego a través del progreso en Poker Night ; una visera de póquer especial para Team Fortress 2 también estaba disponible para aquellos que preordenaron el juego.

## Recepción
El juego recibió críticas favorables. El sitio web del agregador de reseñas Metacritic le dio al juego un 71/100.  Ha cosechado elogios por las interacciones memorables dentro de los personajes y sus estrategias únicas, pero recibió críticas por su calidad de animación relativamente deficiente y por numerosos errores, a la vez que recibió elogios favorables por el sentido del humor del juego.

## Secuela
Artículo principal: Poker Night 2
El 1 de abril de 2013, Telltale anunció oficialmente una secuela, titulada Poker Night 2, con Brock Samson de The Venture Bros. , Claptrap de la serie Borderlands , Ash Williams de la franquicia The Evil Dead y Sam de Sam & Max como oponentes. GLaDOS de la serie Portal actúa como distribuidor. Otros personajes como Max de Sam & Max , las torretas de Aperture Science de Portal y Mad Moxxi y Steve the Bandit de Borderlands hacen apariciones no jugables. [19] El juego fue lanzado en Steam, Xbox Live Arcade.y PlayStation Network a finales de abril de 2013.